# Ди Клементе, Рамон
Рамон ди Клементе (англ. Ramon di Clemente, род. 2 мая 1975, Йоханнесбург, Трансвааль) — южноафриканский гребец, бронзовый призёр Летних Олимпийских игр 2004 года.
Рамон представлял ЮАР на различных соревнованиях с 1993 года. Как юниор и на World Rowing U23 Championships выступал в составе восьмёрки.
Затем в течение почти 10 лет выступал в двойке с Донованом Чехом, вместе с которым принял участие в олимпиаде в Сиднее в 2000 и завоевал бронзовую медаль на олимпиаде в Афинах в 2004. В 2008 году Донована, получившего травму спины, сменил Шон Килинг.
Через несколько месяцев двойка выступила на олимпиаде в Пекине, где заняла 5 место, уступив 0,43 секунды команде из Германии.
Рамон завершил спортивную карьеру в 2012 году.